# Ewa Gorzelak-Dziduch
Ewa Gorzelak-Dziduch [ˈɛva ɡɔˈʐɛlak ˈd͡ʑidux], tên thường gọi là Ewa Gorzelak (sinh ngày 3 tháng 11 năm 1974 tại Łódź) là một diễn viên truyền hình và diễn viên điện ảnh người Ba Lan. Cô tốt nghiệp Học viện Sân khấu Nhà nước ở Warsaw.
Sau nhiều năm kinh nghiệm chăm sóc và điều trị bệnh ung thư cho con, vào tháng 12 năm 2005, Ewa Gorzelak-Dziduch trở thành một trong những nhà sáng lập nên quỹ từ thiện Nasze dzieci ("Our Children"), một tổ chức hỗ trợ trẻ em mắc bệnh ung thư và gia đình.

## Thành tích nghệ thuật
- Matka swojej matki (1996)
- Zaklęta (1997) (Sê-ri phim truyền hình)
- Farba (1997)
- Złotopolscy (1998) (Sê-ri phim truyền hình)
- Amok (1998)
- Dom (1 tập, 1999) (phim truyền hình)
- Skok (1999)
- Czułość i kłamstwa (1999) (Sê-ri phim truyền hình)
- Ostatnia misja (2000)
- Zakochani (2000)
- Na dobre i na złe (1 tập, 2000) (phim truyền hình)
- Tam i z powrotem (2002)
- As (2002) (Sê-ri phim truyền hình)
- Na Wspólnej (2003) (Sê-ri phim truyền hình)
- Pensjonat Pod Różą (2 tập, 2006)
- Falszerze. Powrót sfory (2007) (Sê-ri phim truyền hình)
- PitBull (1 tập, 2008) (phim truyền hình)
- M jak miłość (55 tập, 2006–2009) (phim truyền hình)
- Ojciec Mateusz (1 tập, 2009) (phim truyền hình)